# آنجلا پونسه
آنجلا پونسه (به انگلیسی: Angela Ponce) (زاده ۱۸ ژانویهٔ ۱۹۹۱) مدل و ملکه زیبایی اسپانیایی است.
او یک زن ترنس است.
او در سال ۲۰۱۸ دختره شایسته اسپانیا شد و در مسابقه دوشیزه جهان ۲۰۱۸ شرکت کرد او اولین زن ترنسی است که به این عنوان دست می‌یابد.